# Mammillaria canelensis
Mammillaria canelensis (укр. Мамілярія канелензис, Мамілярія канелоська — за місцевостю Сьєрра-Канело (Мексика)) — сукулентна рослина з роду мамілярія родини кактусових.

## Ареал
Ареал зростання — Мексика, (північний захід штату Чіуауа, в Сьєрра-Канело і поблизу Лорето та північний схід штату Сонора між Лас-Тунас і Сан-Бернардо — на висоті від 1700 до 2000 метрів над рівнем моря).

## Морфологічний опис
Рослина зазвичай одиночна, іноді утворює кілька стебел.
| Орган              | Опис |
| Стебло             | кулясте, до 5 см або більше заввишки, 11 см в діаметрі. |
| Епідерміс          | |
| Маміли             | конічні, з молочним соком. |
| Ареоли             | |
| Аксили             | з щільним, довгим пухом і щетинками особливість цього виду. |
| Центральні колючки | зазвичай 4, але іноді зустрічаються 2, або рідко до 10, голчасті, жорсткі, іноді прямі, але зазвичай згинаються, оранжувато-жовтого до червонувато-коричневого відтінку, від 6 до 30 мм завдовжки, зазвичай від 10 до 15 мм. |
| Радіальні колючки  | досить мінливі в своїй кількості — 8-25, тонкі, голчасті, білі, завдовжки 5-15 мм, майже приховані в густому пусі аксил. |
| Квіти              | жовті або рожеві, до 15 мм завдовжки і в діаметрі. |
| Плоди              | багрянисто-червоні. |
| Насіння            | коричневе. |

## Охоронні заходи
Охороняється Конвенцією про міжнародну торгівлю видами дикої фауни і флори, що перебувають під загрозою зникнення (CITES).

## Систематика
Цей вид дуже близький до Mammillaria standleyi (Britton & Rose) Orcutt, і деякі систематики вважають його синонімом останнього.